# Grafè bicapa

Bicapa de grafè apilat amb AB amb les quatre subgels diferents indicades per colors diferents. Les subgeles A i B' estan situades una sobre l'altra, tal com ho il·lustren les línies de punts a la part inferior dreta. Els àtoms de carboni a les cantonades dels triangles lleugers indiquen els sis veïns que solen funcionar.

El grafè bicapa és un material format per dues capes de grafè. Un dels primers informes sobre el grafè bicapa va ser al document científic de Geim i els seus col·legues de 2004, en què van descriure dispositius "que contenien només una, dues o tres capes atòmiques".

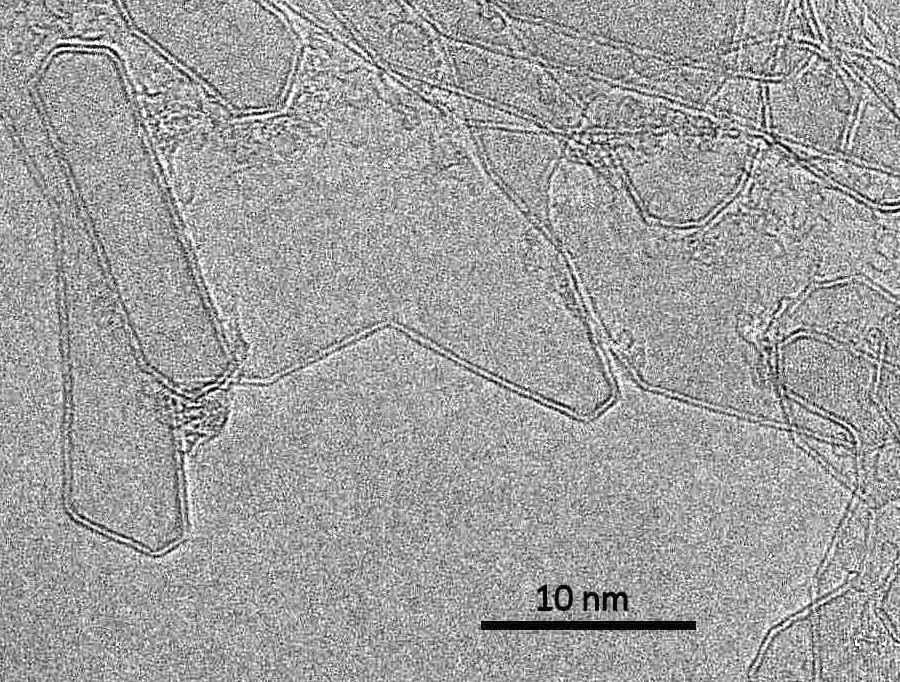
Una imatge de microscopi electrònic de transmissió d'una forma de carboni coneguda com a grafè bicapa tridimensional

## Estructura
El grafè bicapa pot existir en la forma AB o apilada de Bernal, on la meitat dels àtoms es troben directament sobre el centre d'un hexàgon a la làmina inferior de grafè, i la meitat dels àtoms es troben sobre un àtom, o, amb menys freqüència., en la forma AA, en què les capes estan alineades exactament. En el grafè apilat Bernal, els límits bessons són habituals; transició de l'apilament AB a BA. També s'han estudiat àmpliament les capes retorçades, on una capa es gira respecte a l'altra.
Els mètodes quàntics de Monte Carlo s'han utilitzat per calcular les energies d'unió del grafè bicapa apilat AA i AB, que són 11,5 (9) i 17,7 (9) meV per àtom, respectivament. Això és coherent amb l'observació que l'estructura apilada AB és més estable que l'estructura apilada AA.

## Síntesi
El grafè bicapa es pot fer per exfoliació de grafit o per deposició química de vapor (CVD). L'any 2016, Rodney S. Ruoff i els seus col·legues van demostrar que es podia produir grafè bicapa d'un sol cristall mitjançant la deposició de vapor químic activat per oxigen. Més tard, el mateix any, un grup coreà va informar de la síntesi de grafè bicapa apilat AB monocristal a escala d'hòsties

## Banda prohibida ajustable
Igual que el grafè monocapa, el grafè bicapa té un interval de banda zero i, per tant, es comporta com un semimetall. El 2007, els investigadors van predir que es podria introduir un bandgap si s'aplicava un camp de desplaçament elèctric a les dues capes: l'anomenat tunable band gap. L'any 2009 es va produir una demostració experimental d'un bandgap ajustable en grafè bicapa El 2015, els investigadors van observar canals conductors d'electrons balístics 1D a les parets del domini del grafè de bicapa. Un altre grup va demostrar que la bretxa de banda de les pel·lícules de bicapa sobre carbur de silici es podia controlar ajustant selectivament la concentració del portador.